# 杉本茂雄
杉本 茂雄（すぎもと しげお、1926年12月4日 - 2002年4月2日）は兵庫県神戸市出身のサッカー選手、実業家。選手時代のポジションはHB、FB。

## 来歴
兵庫県立第一神戸中学校を経て関西学院大学法学部に入学。在学中はサッカー部に所属した。1948年3月に大学を卒業し、同年4月に京阪神急行電鉄（現：阪急電鉄）に入社。
同社入社後もサッカーを続け、鴇田正憲らと共に「関学クラブ/全関学」（現役、OBで構成される混成チーム）の一員として1950年、1953年および1955年の全日本選手権大会 （現：天皇杯全日本サッカー選手権大会）の優勝に貢献した。
1951年2月11日の全関西戦で日本代表として初出場 し、1951年3月にインドで開催されたアジア競技大会、1954年3月の1954 FIFAワールドカップ・予選など国際Aマッチ3試合を6試合に出場した。
1963年7月に京阪神急行電鉄から新阪急ホテル（現：阪急阪神ホテルズ）に転じる。1977年10月から同社取締役（食堂部長）、1981年10月から同社常務取締役（宴会部長）を歴任。1984年8月から新阪急ホテルアネックスの取締役、1987年11月から同社常務取締役（人事部長）を夫々務めた。また、北浜清友会館会長も務めた。
2002年4月2日、腎不全により死去した。

## 所属クラブ
- 兵庫県立第一神戸中学校
- 関西学院大学/関学クラブ/全関学
- 京阪神急行電鉄（現：阪急電鉄）[1][2]

## 代表歴

### 出場大会
- 1951年アジア競技大会
- 1954 FIFAワールドカップ・予選

### 試合数
- 国際Aマッチ 3試合 0得点(1951-1954)

| 日本代表 | 国際Aマッチ | 国際Aマッチ | その他 | その他 | 期間通算 | 期間通算 |
| 年       | 出場        | 得点        | 出場   | 得点   | 出場     | 得点     |
| -------- | ----------- | ----------- | ------ | ------ | -------- | -------- |
| 1951     | 2           | 0           | 3      | 0      | 5        | 0        |
| 1952     | 0           | 0           | 0      | 0      | 0        | 0        |
| 1953     | 0           | 0           | 0      | 0      | 0        | 0        |
| 1954     | 1           | 0           | 0      | 0      | 1        | 0        |
| 通算     | 3           | 0           | 3      | 0      | 6        | 0        |

### 出場
| No. | 開催日         | 開催都市     | スタジアム         | 対戦相手 | 結果       | 監督     | 大会               |
| --- | -------------- | ------------ | ------------------ | -------- | ---------- | -------- | ------------------ |
| 1.  | 1951年03月07日 | ニューデリー |                    | イラン   | △0-0(延長) | 二宮洋一 | アジア大会         |
| 2.  | 1951年03月08日 | ニューデリー |                    | イラン   | ●2-3       | 二宮洋一 | アジア大会         |
| 3.  | 1954年03月07日 | 東京都       | 明治神宮外苑競技場 | 韓国     | ●1-5       | 竹腰重丸 | ワールドカップ予選 |